# Darwish Mohammed
Darwish Mohammed (Arabic:درويش محمد) (sinh ngày 8 tháng 1 năm 1993) là một cầu thủ bóng đá người Các Tiểu vương quốc Ả Rập Thống nhất. Hiện tại anh thi đấu cho Baniyas.